# Радио «Пурга»
Радио «Пурга» — российская региональная FM-радиостанция, осуществляющая круглосуточное информационно-развлекательное вещание на весь Чукотский автономный округ.
Является первой и единственной местной FM-радиостанцией на Чукотке. Вещание ведётся на русском языке, при этом есть программы на чукотском. Радио передаёт новости региона, страны и мира, популярную музыку; ведёт интерактивные проекты и развлекательные программы, организует встречи в прямом эфире и участвует в городских и окружных акциях.

## Основание
Станция основана 21 августа 2001 года в 16:24 по чукотскому времени при поддержке губернатора Р. А. Абрамовича. Сотрудниками нового радио стали местные жители, прошедшие предварительную шестимесячную подготовку. Первой композицией, прозвучавшей в эфире, стала песня «Товарищ сержант» группы Кафе.

## Вещание
- 102.8 МГц — Анадырь;
- 101,6 МГц — остальные города и населённые пункты Чукотки;

## Эфирная сетка
Утренний эфир начинается развлекательным шоу "Отмороженное утро" (с 08:00 до 11:00). Радиоведущие работают в эфире с 08:00 до 22:00 часов, каждый час начинается выпуском новостей. В 13:00 и 18:00 по будням - выпуски новостей на чукотском языке. Круглосуточно в эфире присутствуют познавательные, развлекательные, музыкальные, исторические рубрики, различные гостевые эфиры с удобным графиком повторов в ночное время для слушателей в европейской части страны.

## Достижения
- Семикратный лауреат Национальной премии «Радиомания»[4].
- Лауреат Международного фестиваля социальной рекламы[1].
- Лауреат международной профессиональной премии Попова 2009 года в номинации «Оформление эфира»[5].
- Лауреат всероссийской премии Radio Station Awards 2014 года в номинации «Лучшая радиостанция Дальневосточного округа»[6].